# Anna Figueroa
Anna Figueroa Gajardo, född 1907, död 1970, var en chilensk människorättsaktivist. 
Hon var Chiles delegat till FN 1950-1952.  